# ウンム・アル＝カイワイン市
ウンム・アル＝カイワイン市（アラビア語: مدينة أم القيوين、Umm al Qaïwaïn）はウンム・アル＝カイワイン首長国の首都である。
ウンム・アル＝カイワイン市には3.2万人（2005年国勢調査）おり、首長国の66%を占めている。